# Nivillers
Nivillers és un municipi francès, situat al departament de l'Oise i a la regió dels Alts de França. L'any 2007 tenia 197 habitants.

## Demografia

### Població
El 2007 la població de fet de Nivillers era de 197 persones. Hi havia 72 famílies de les quals 20 eren unipersonals (8 homes vivint sols i 12 dones vivint soles), 24 parelles sense fills, 20 parelles amb fills i 8 famílies monoparentals amb fills.
La població ha evolucionat segons el següent gràfic:
Habitants censats

### Habitatges
Tots els 77 habitatges que hi havia el 2007 eren l'habitatge principal de la família. Tots els 77 habitatges eren cases. Dels 77 habitatges principals, 57 estaven ocupats pels seus propietaris, 18 estaven llogats i ocupats pels llogaters i 1 estava cedit a títol gratuït; 1 tenia dues cambres, 10 en tenien tres, 24 en tenien quatre i 41 en tenien cinc o més. 68 habitatges disposaven pel capbaix d'una plaça de pàrquing. A 31 habitatges hi havia un automòbil i a 41 n'hi havia dos o més.

### Piràmide de població
La piràmide de població per edats i sexe el 2009 era:
| Homes | Edats   | Dones |
| ----- | ------- | ----- |
| 0     | 95 o +  | 0     |
| 0     | 90 a 94 | 0     |
| 0     | 85 a 89 | 0     |
| 4     | 80 a 84 | 0     |
| 4     | 75 a 79 | 8     |
| 8     | 70 a 74 | 12    |
| 0     | 65 a 69 | 0     |
| 4     | 60 a 64 | 4     |
| 0     | 55 a 59 | 4     |
| 4     | 50 a 54 | 0     |
| 8     | 45 a 49 | 4     |
| 4     | 40 a 44 | 20    |
| 8     | 35 a 39 | 0     |
| 24    | 30 a 34 | 12    |
| 0     | 25 a 29 | 4     |
| 12    | 20 a 24 | 0     |
| 8     | 15 a 19 | 0     |
| 8     | 10 a 14 | 0     |
| 12    | 5 a 9   | 4     |
| 8     | 0 a 4   | 8     |

## Economia
El 2007 la població en edat de treballar era de 137 persones, 102 eren actives i 35 eren inactives. De les 102 persones actives 97 estaven ocupades (53 homes i 44 dones) i 5 estaven aturades (2 homes i 3 dones). De les 35 persones inactives 17 estaven jubilades, 14 estaven estudiant i 4 estaven classificades com a «altres inactius».

### Ingressos
El 2009 a Nivillers hi havia 78 unitats fiscals que integraven 196,5 persones, la mediana anual d'ingressos fiscals per persona era de 22.727 €.

### Activitats econòmiques
Dels 4 establiments que hi havia el 2007, 1 era d'una empresa de fabricació d'altres productes industrials, 1 d'una empresa de construcció, 1 d'una empresa de comerç i reparació d'automòbils i 1 d'una empresa de serveis.
L'únic servei als particulars que hi havia el 2009 era una lampisteria.
L'any 2000 a Nivillers hi havia 4 explotacions agrícoles que ocupaven un total de 724 hectàrees.

## Equipaments sanitaris i escolars
El 2009 hi havia una escola elemental integrada dins d'un grup escolar amb les comunes properes formant una escola dispersa.

## Poblacions més properes
El següent diagrama mostra les poblacions més properes.